# Aknaszlatina

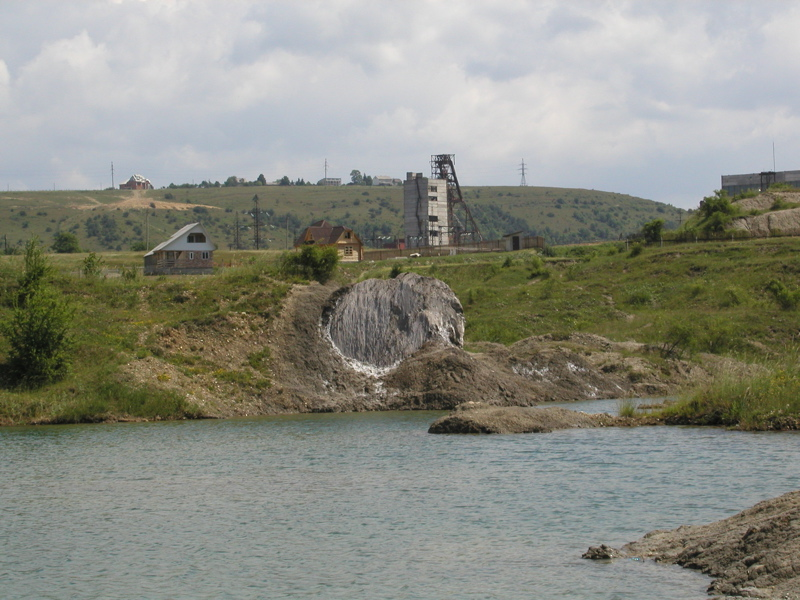
Felszíni sótömb Aknaszlatinán. Háttérben a sóbánya építményei

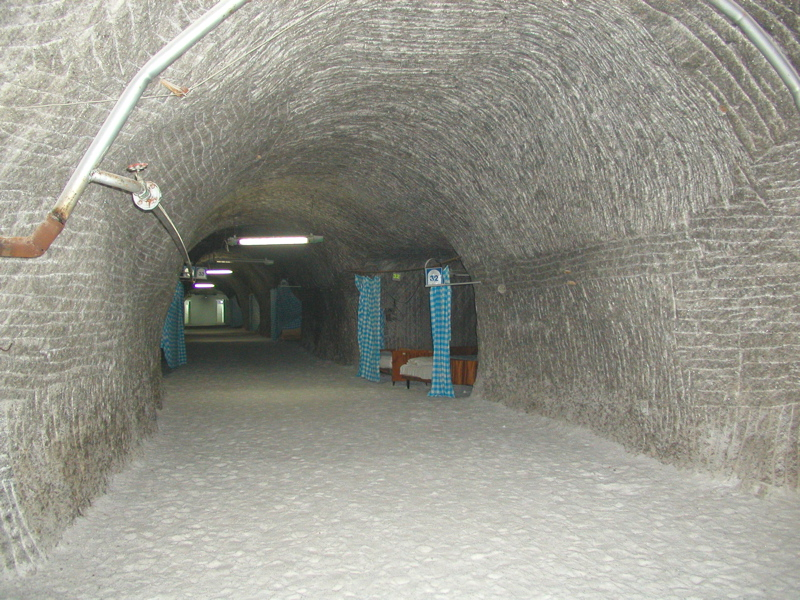
Szanatórium az aknaszlatinai sóbányában

Aknaszlatina (ukránul: Солотвино [Szolotvino], románul: Ocna Slatina, oroszul: Солотвина [Szolotvina], szlovákul: Slatinské Doly) szeliscse Ukrajnában, Kárpátalján a Técsői járásban. Lakóinak száma körülbelül 8600 fő, ebből mintegy 3500 magyar nemzetiségű.

## Fekvése
Técsőtől 24 km-re délkeletre a Tisza jobb partján fekvő település. Faluszlatina tartozik hozzá. A Tisza túlpartján Romániában, Aknaszlatinával szemben Máramarossziget terül el. A település átlagos tengerszint feletti magassága 283 m.

## Nevének eredete
Neve a magyar akna és a szláv zoloto (= arany) főnevek összetétele.

## Története
1360-ban Zlatina néven említik először. Már a római korban lakott volt.
A környék leggazdagabb sóbányája volt itt, amely a 13. század óta működött. A szinte kimeríthetetlenül gazdag aknaszlatinai sótest, amely 2160 m hosszú, 1700 m széles és több mint 600 m vastag, ÉNy-DK irányú csapással és 65-81° ÉK-i dőléssel.
Bányászai már 1492-ben lázongtak a rossz körülmények miatt, 1514-ben tevékenyen részt vettek a Dózsa György-féle parasztfelkelésben, majd 1703-ban a Rákóczi-szabadságharcban.
A 18. és 19. században egymás után nyitották meg az újabb és újabb sóbányákat.
1880-ban ért ide a vasútvonal.
1910-ben 2330, túlnyomórészt magyar lakosa volt. Mára az etnikai arány megfordult. A trianoni békeszerződésig Máramaros vármegye Szigeti járásához tartozott.
1989-ben magyar középiskola nyerte vissza itt önállóságát.

## Gazdasága
A település életét évszázadokon át a sóbányászat határozta meg. Az ipari méretű sókitermelés csak az Osztrák–Magyar Monarchia idején, a 19. században kezdődött el. A szovjet időkben jelentősen növelték a termelést. 1960-ban 326 000 t, 1970-ben 451 000 t sót hoztak a felszínre (ez az Ukrán SZSZK sótermelésének 10%-a volt). A Szovjetunió felbomlását követő gazdasági válság a bányát sem kerülte el, mára a termelése jelentősen visszaesett. Napjainkban ipari és mezőgazdasági célokra bányásznak sót. A 8-as és a 9-es számú bánya működik, előbbiben főleg románok, utóbbiban magyarok dolgoznak. A korábbi bányák kimerültek, többségük beomlott. A 9-es bánya felső vágataiban 1968 óta allergiát és légúti betegségeket gyógyítanak. A településen – Ukrajnában egyedüliként – allergológiai kórház működik. A rablógazdálkodás és a bánya műszaki elhanyagolása miatt a 21. század elején a termelés jórészt összeomlott, a felszín lesüllyedt, a tárnákat víz öntötte el, és nagy sóstó keletkezett a helyén. Vizét magánvállalkozások rekreációs fürdőmedencékhez használják fel.

## Közlekedés
Máramarosszigettel egynyomú, csak személygépkocsival való közlekedésre alkalmas (3,5 tonnás össztömegkorlátozású) közúti híd köti össze a Tisza felett. Az eredetileg 1892-ben épült acélhidat 1919-ben egy nagy árvíz megrongálta. A két világháború között csak egy kötélhíd kötötte össze a két partot. 1941-ben, amikor a második bécsi döntés nyomán mindkét part újra Magyarország része lett, a csonka hidat felújították, azonban a második világháborúban lerombolták. 2001-ben ugyan újjáépült, de csak alkalmanként nyitották meg; végül 2007-ben létesült itt állandó határátkelő.
A települést érinti a Bátyú–Királyháza–Taracköz–Aknaszlatina-vasútvonal.

## Látnivalók
- Már a 19. században sós vizű gyógyfürdő működött itt, jelenleg Kisszlatinán van gyógyfürdő.
- A település életét meghatározó sóbányászat történetét a helyi bányamúzeum mutatja be.
- Bivalytenyészete is van.

## Itt született
- György Albert (1862. december 22. – Budapest, 1941. október 13.) bányamérnök, bányaigazgató
- György Gusztáv (1864. május 23. – Budapest, 1919. január 15.) bányaigazgató, vegyelemző, kohómérnök
- György Ede (1874. június 15. – Balatonfüred, 1955. február 2.) okleveles gépészmérnök, tanár
- Nagy Béla (1882–1962) magyar katona, altábornagy
- Szabó Béla (1896. április 16. – Budapest, 1982. április 14.) műkertész, egyetemi tanár, a mezőgazdasági tudományok kandidátusa
- Facsinay László (1909. március 28. - Budapest, 1985. február 16.) Kossuth-díjas geofizikus, kandidátus
- Brezanóczy Pál (1912. január 25. – ?, 1972. február 11.) római katolikus püspök, egri érsek
- Robert Maxwell (született: Ján Ludvík Hoch, 1923. június 10. – 1991. november 5.) brit katona, sajtómogul
- Rétfalvi Sándor (1941. május 31.) magyar szobrász

## Testvérvárosok
- Hódmezővásárhely, Magyarország
- Máramarossziget, Románia
- Slatina, Románia
- Tapolca, Magyarország

## Galéria

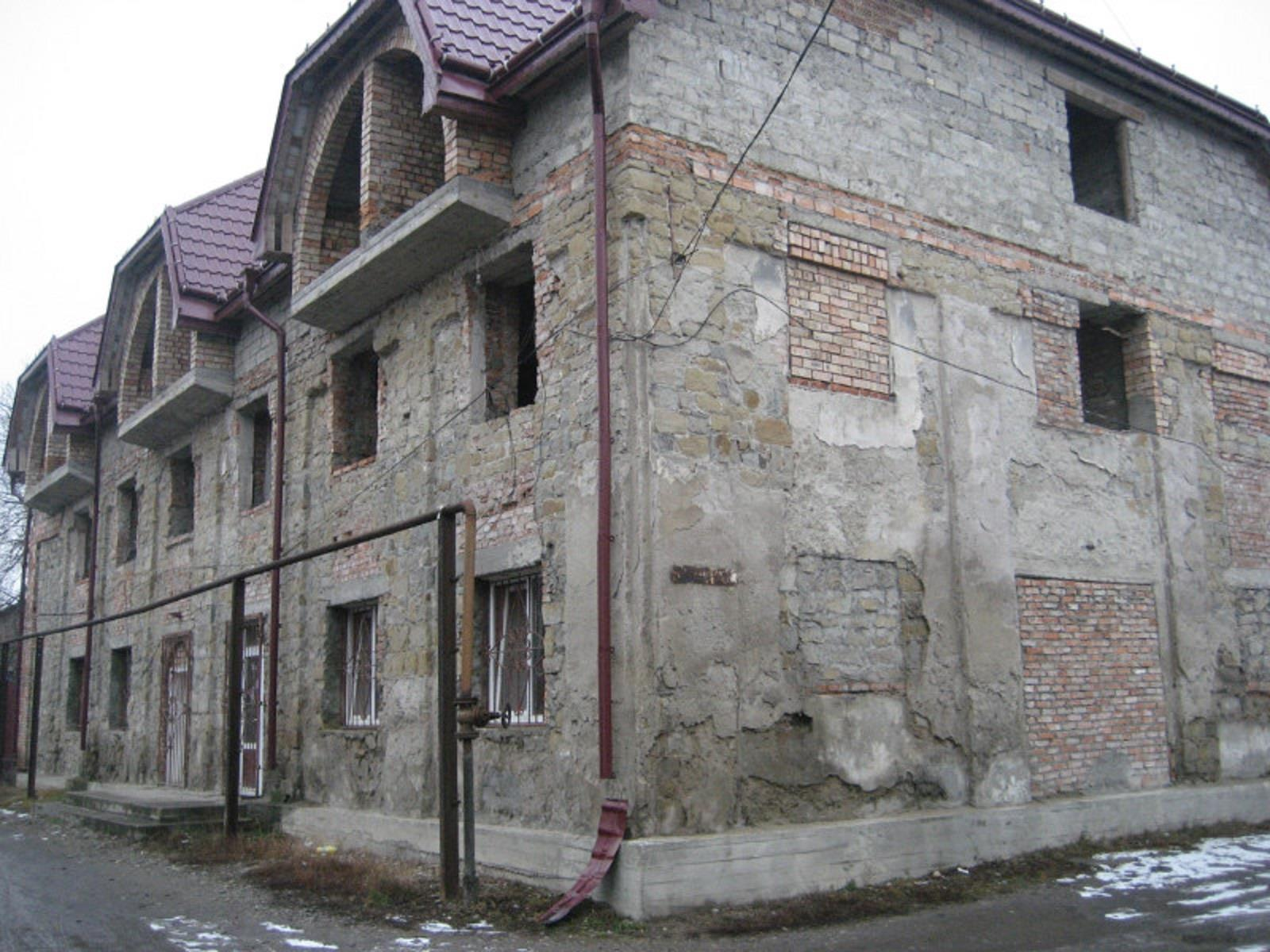
Egykori zsinagóga
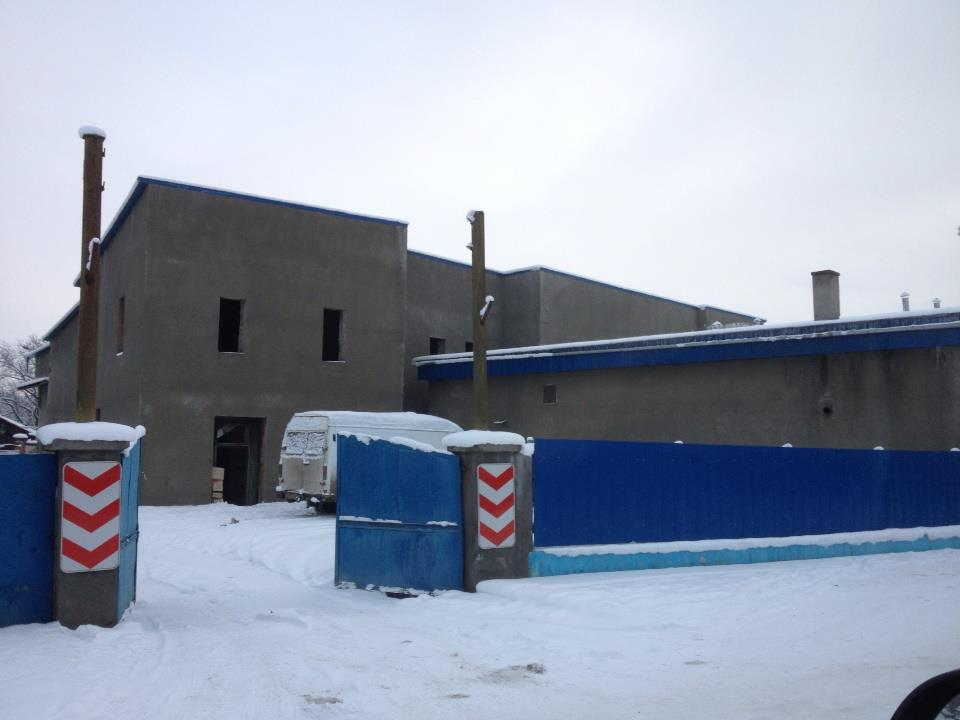
Egykori zsinagóga
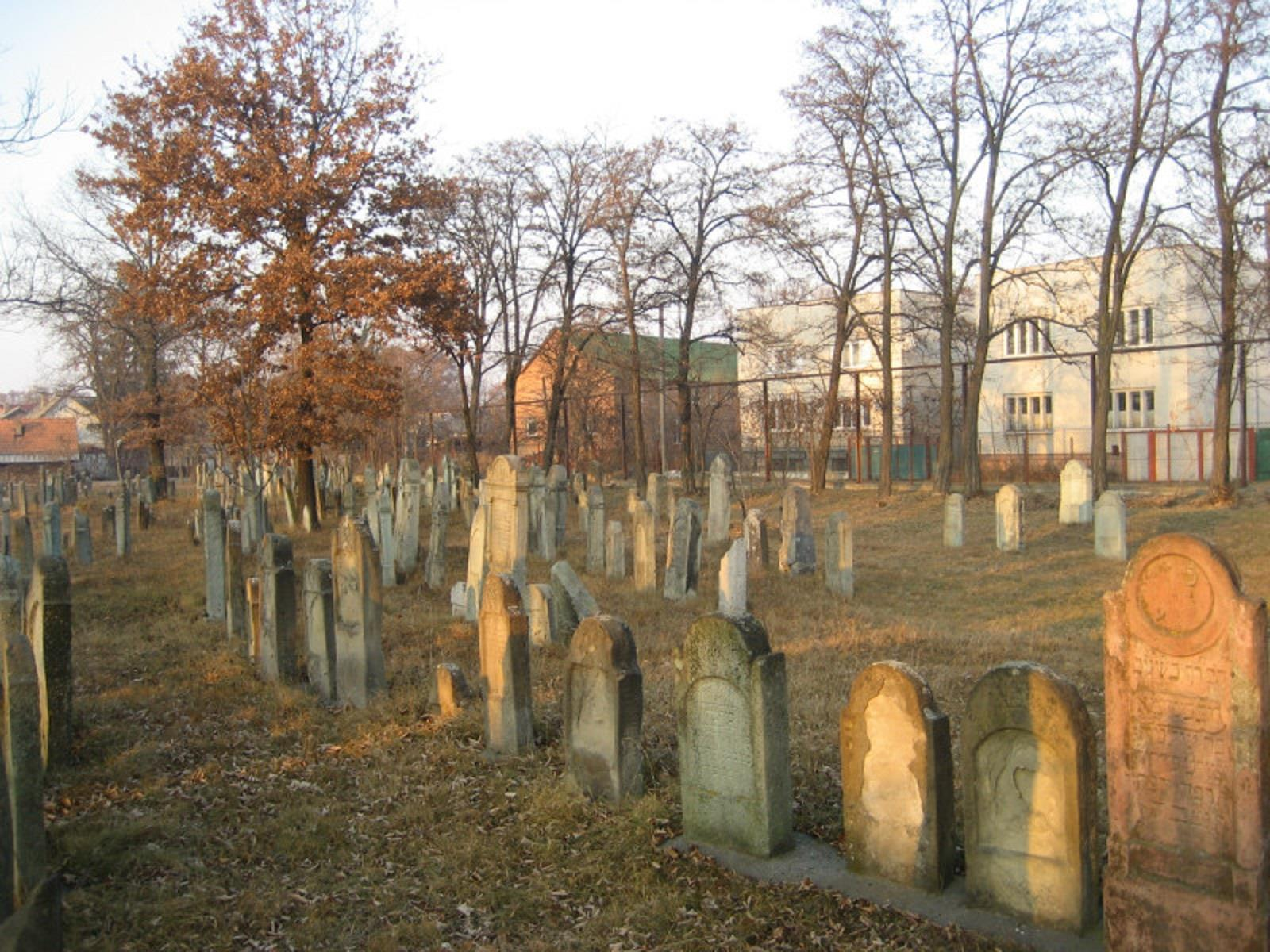
Az új zsidó temető
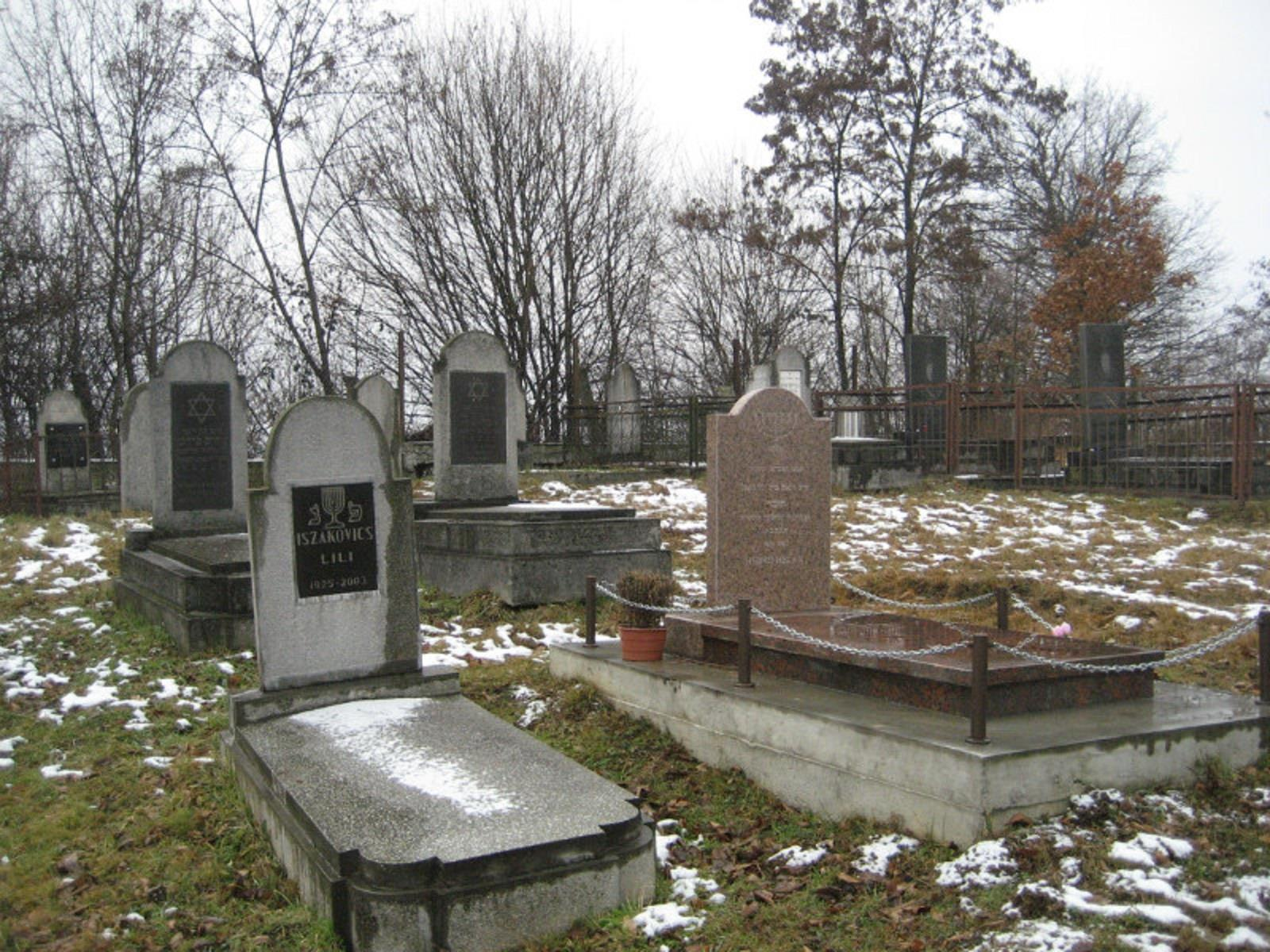
Régi zsidó temető